# イニゴ・ウルクリュ
イニゴ・ウルクリュ・レンテリア（Iñigo Urkullu Renteria, 1961年9月18日 - ）は、スペイン・ビスカヤ県アロンソテギ出身の政治家。2008年から2012年からバスク民族主義党の党首を務め、2012年から2024年からバスク州政府首相を務めた。

## 経歴

### 青年時代
1961年9月18日、バスク地方のビスカヤ県アロンソテギの労働者階級の家に生まれた。父親は旋盤工であり、母親は主婦である。
グエニェスのソドュペ・アベジャネーダ学校で学び、デウスト大学でヒスパニック文献学を学んだが、中退後にデリオの神学校に再入学し、バスク文献学を専攻して教育学の学位を取得した。司祭となる道もあったが、教員として働くことを選び、ポルトゥガレテとビルバオの学校に勤務した。その後、ドゥランゴの学校で公務員となった。1977年にはバスク民族主義党（PNV）の青年組織に加入した。

### 政治家として

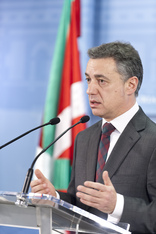
演説中のウルクリュ

1987年から1994年まで、ビスカヤ県政府の青年・地域活動部長を務めた。1994年にはビスカヤ県選挙区からバスク州議会議員に初当選し、1996年にはバスク民族主義党ビスカヤ県支部のスポークスマンに就任した。1998年、2001年、2005年にはバスク州議会議員に再選された。2008年にはバスク民族主義党の党首に就任した。

### バスク州首相
2012年にはバスク民族主義党の党首に再選されていたが、党首とレンダカリの兼務は認められていないため、2013年にはアンドニ・オルトゥサールがウルクリュの後任の党首に就任している。2012年12月5日にはバスク社会党のパチ・ロペスの後を引き継ぎ、バスク州政府首相に就任した。
2023年10月15日には日本の広島大学を訪問して越智光夫学長と会談した。2024年のバスク州議会議員選挙には出馬しなかった。ウルクリュの後継候補であるイマノル・プラダレスがバスク州首相に就任した。